# Kevin Rudd
Kevin Michael Rudd (Nambour, Queensland, 21. rujna 1957.) australski je političar i bivši predsjednik Vlade Australije. Vođa je Laburističke stranke.
Pod njegovim vodstvom, laburistička stranka je pobijedila na izborima za federalni parlament 24. studenog 2007. godine. Izgubio je glavni protivnik, koalicija liberalne i nacionalne stranke koja je bila na vlasti prethodnih 10 godina pod Johnom Howardom. Vlada Kevina Rudda je 3. prosinca službeno oformljena na ceremoniji postavljenja od strane glavnog guvernera Michaela Jefferya. Njegova zamjenica premijera Julia Gillard sazvala je izvanredne stranačke izbore u lipnju 2010. godine na kojima je pobijedila, a time postala i prva predsjednica vlade Australije, smjenivši Kevina Rudda. Kevin Rudd je premijer koji se najkraće zadržao na toj poziciji. Od rujna 2010. godine se nalazi na ministra vanjskih poslova Australije. Dana 22. veljače 2012. godine je podnio i najavio da je pokrenuo formalni postupak za razrješenje Julije Gillard s mjesta vođe Laburističke stranke i premijera. U tome nije uspio, ali je sredinom 2013. godine nakon noce inicijative uspio skupiti dovoljnu podršku; nakon smjene Julije Gillard je imenovan novim premijerom; na tom mjestu ostaje do izbora koji je izgubio u rujnu 2013. godine.[nedostaje izvor]

## Životopis
Kevin Rudd je rođen 1957. godine u sjevernom dijelu države, Queenslandu, gdje je i odrastao. U srednjoj školi je proglašen za učenika generacije. Ruddov otac, farmer i član seljačke stranke, umro je kada mu je bilo 11 godina i zbog toga je obitelj bila primorana odseliti s farme. Priključio se stranci s 15 godina, 1972. godine.
Studirao je na australijskom nacionalnom sveučilištu u Canberri i diplomirao u oblasti azijskih studija na smjeru za kineski jezik i povijest, kada je usvojio i kineski pseudonim Lu Keven (kin:陸克文).
Osim što je bio zastupnik, Kevin Rudd je radio i u veleposlanstvima Australije u Švedskoj i Kini.
Prva odluka nakon postavljenja na mjesto premijera bila je potpisivanje Protokola iz Kjota što je prethodna vlada odbijala učinita.
Podržava republikanizam i 13. veljače 2008. godine u ime Australije se ispričao domorodačkom stanovništvu zbog povijesne nepravde.

## Privatni život
Oženio se 1981. godine s Thérèseom Rein s kojom ima troje djece - Jessicu (1984), Nicholasa (1986) i Marcusa (1993).

## Vanjske poveznice
- Official Parliamentary homepage for Kevin Rudd  Arhivirana inačica izvorne stranice od 1. prosinca 2007. (Wayback Machine)
- Official ALP homepage for Kevin Rudd  Arhivirana inačica izvorne stranice od 26. studenoga 2007. (Wayback Machine)
- Kevin07.com - Kevin Rudd's 2007 online campaign page  Arhivirana inačica izvorne stranice od 8. studenoga 2007. (Wayback Machine)